# Autremencourt
 (juillet 2013).
Autremencourt est une commune française située dans le département de l'Aisne en région Hauts-de-France.

## Géographie

### Communes limitrophes
| Voyenne              | Marle             |                     |
| Toulis-et-Attencourt | Autremencourt     | La Neuville-Bosmont |
|                      | Vesles-et-Caumont | Cuirieux            |

### Situation
Dans le texte qu'il rédige en 1883 sur la commune d'Autremencourt, sous-titrée Réponse au questionnaire géographique, l'instituteur de l'époque, M. Dewatine, fidèle en cela aux consignes ministérielles, donne des informations précieuses sur la situation du village : astronomique, géographique et territoriale.
Le territoire de la commune est compris entre 49° 41' 10" et 49° 43' 30" de latitude nord et entre 1° 26' 10" et 1° 29' 30" de longitude est. Le village occupe la partie centrale du territoire. Les points culminants varient entre 78 mètres et 140 mètres d'altitude. L'endroit le plus haut correspond aux plaines du Bois meurtri et aux Jardins de Certeau, compris entre la route n° 9 et le chemin rural dit de Certeau. Ensuite, l'altitude atteint 130 mètres, quand on rejoint le lieu-dit Moulin des Halots, en direction du terroir de Cuirieux. L'altitude est de 115 mètres quand on suit la ligne d'intérêt commun, la voie ferrée de l'époque, entre Autremencourt et la ferme dÉraulcourt. Le chemin allant d'Autremencourt à Toulis, avant de descendre la côte, est situé à 106 mètres d'altitude. Enfin, entre les fermes dAttencourt et de Caumont  l'altitude est de 78 mètres.
La superficie du territoire de la commune est de 897,27 hectares, qui se divisent alors de la manière suivante : 857,50 hectares de terres labourables, 98,49 hectares de jardins et de vergers, 93,50 hectares de bois, 5,22 de terrains bâtis, de routes et de chemins et 2,56 de savarts, carrières et abreuvoirs. Quant aux terroirs qui confinent à celui d'Autremencourt, il y a à l'est Voyenne et Marle, au nord-est Montigny-sous-Marle, à l'est La Neuville-Bosmont, au sud-est Cuirieux, au sud Vesles-et-Caumont et enfin à l'ouest Toulis et Attencourt.
Le terroir d'Autremencourt a dans l'ensemble l'aspect d'une plaine qui comporte des éminences et des dénivellations. Les eaux pluviales qu'il reçoit suivent les points de déclivité dans la direction sud-ouest de la rivière la Souche, à 3 km d'Autremencourt, sur les terroirs de Vesles, Brazicourt et Toulis. Déjà, à l'époque, on signalait des pluies très fréquentes.
La partie nord-est, la plus élevée, a une pente très douce. Les terres autremencourtoises sont argileuses, « un peu froides, il est vrai, mais excellentes pour la production du froment ».
« La portion contiguë au terroir de La Neuville-Bosmont comprend également de très bonnes terres, poursuit M. Dewatine ; un peu moins argileuses que les précédentes, contenant plus de silice, peu ou pas de calcaire et propres à la culture de toutes les céréales.
« Il n'en est plus de même de celles bordant les terroirs de Cuirieux, Vesles et Attencourt ; elles sont, pour majeure partie, légères ou calcaires ; c'est la partie la moins riche du terroir.
« Vers l'ouest, confinant au terroir de Toulis, apparaissent encore quelques parcelles de qualité inférieure, mais c'est l'exception. Le sol redevient de plus en plus fécond en se rapprochant du village d'Autremencourt.
« Au nord, bordant les terroirs de Voyenne et de Marle, le sol est sinon plus accidenté, du moins plus mouvementé. Il contient des terres argileuses et quelques calcaires. On peut donc conclure que le territoire de la commune d'Autremencourt peut se désigner sous le nom générique de argilo-calcaire. »

### Hydrographie
La commune est située dans le bassin Seine-Normandie. Elle n'est drainée par aucun cours d'eau,.

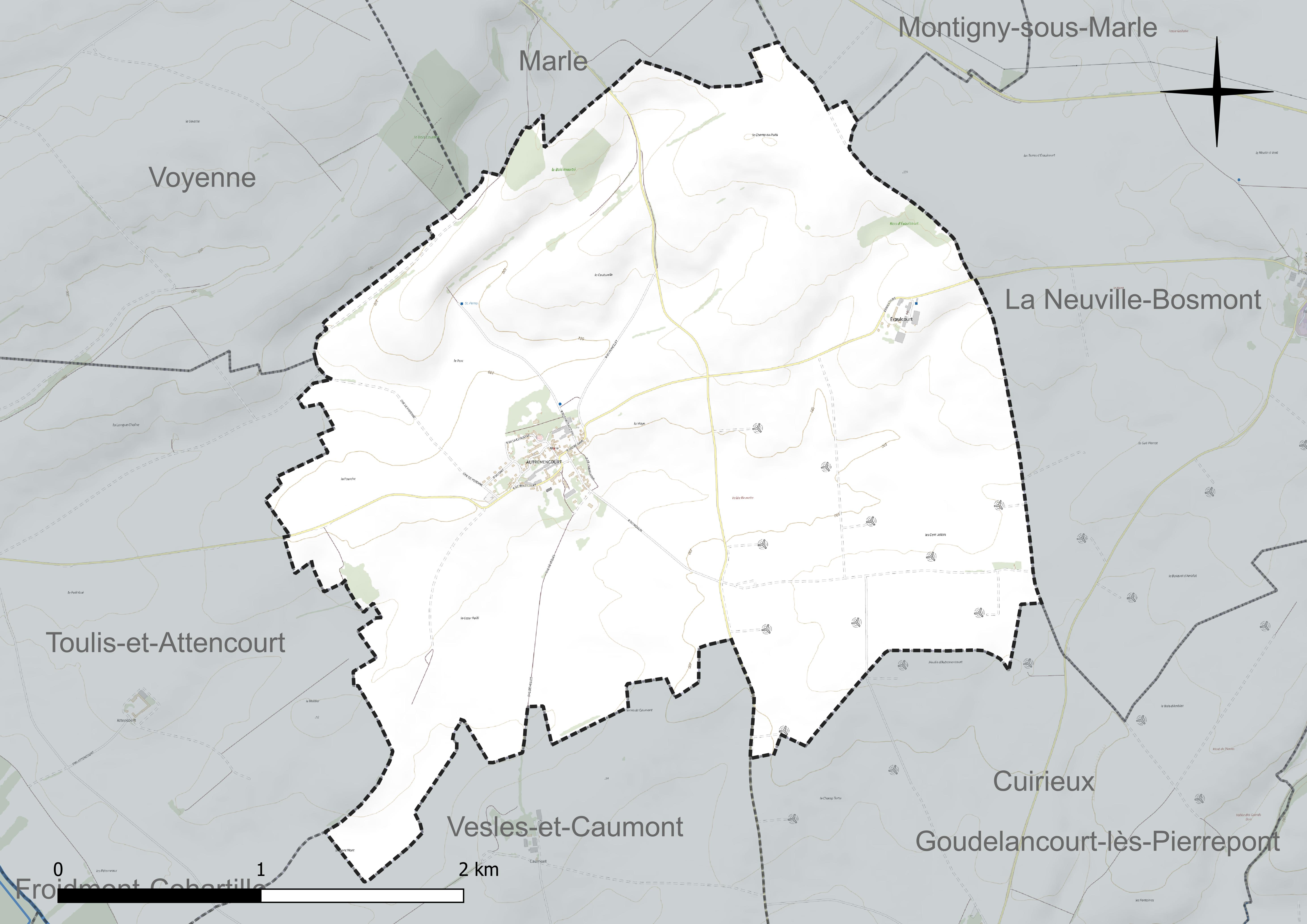
Réseau hydrographique d'Autremencourt.

### Climat
Pour des articles plus généraux, voir Climat des Hauts-de-France et Climat de l'Aisne.
En 2010, le climat de la commune est de type climat océanique dégradé des plaines du Centre et du Nord, selon une étude du CNRS s'appuyant sur une série de données couvrant la période 1971-2000. En 2020, Météo-France publie une typologie des climats de la France métropolitaine dans laquelle la commune est exposée à un climat océanique altéré et est dans la région climatique Nord-est du bassin Parisien, caractérisée par un ensoleillement médiocre, une pluviométrie moyenne régulièrement répartie au cours de l'année et un hiver froid (3 °C).
Pour la période 1971-2000, la température annuelle moyenne est de 10,2 °C, avec  une amplitude thermique annuelle de 15 °C. Le cumul annuel moyen de précipitations est de 769 mm, avec 11,9 jours de précipitations en janvier et 9,3 jours en juillet. Pour la période 1991-2020 la température moyenne annuelle observée sur la station météorologique la plus proche, située sur la commune de Gizy à 11 km à vol d'oiseau, est de 11,0 °C et le cumul annuel moyen de précipitations est de 724,1 mm,. Pour l'avenir, les paramètres climatiques de la commune estimés pour 2050 selon différents scénarios d'émission de gaz à effet de serre sont consultables sur un site dédié publié par Météo-France en novembre 2022.

## Urbanisme

### Typologie
Au 1er janvier 2024, Autremencourt est catégorisée commune rurale à habitat dispersé, selon la nouvelle grille communale de densité à 7 niveaux définie par l'Insee en 2022.
Elle est située hors unité urbaine. Par ailleurs la commune fait partie de l'aire d'attraction de Laon, dont elle est une commune de la couronne,. Cette aire, qui regroupe 106 communes, est catégorisée dans les aires de 50 000 à moins de 200 000 habitants,.

### Occupation des sols
L'occupation des sols de la commune, telle qu'elle ressort de la base de données européenne d'occupation biophysique des sols Corine Land Cover (CLC), est marquée par l'importance des territoires agricoles (97,3 % en 2018), en diminution par rapport à 1990 (100 %). La répartition détaillée en 2018 est la suivante : 
terres arables (96,2 %), zones urbanisées (2,7 %), zones agricoles hétérogènes (1,1 %).
L'évolution de l'occupation des sols de la commune et de ses infrastructures peut être observée sur les différentes représentations cartographiques du territoire : la carte de Cassini (XVIIIe siècle), la carte d'état-major (1820-1866) et les cartes ou photos aériennes de l'IGN pour la période actuelle (1950 à aujourd'hui).

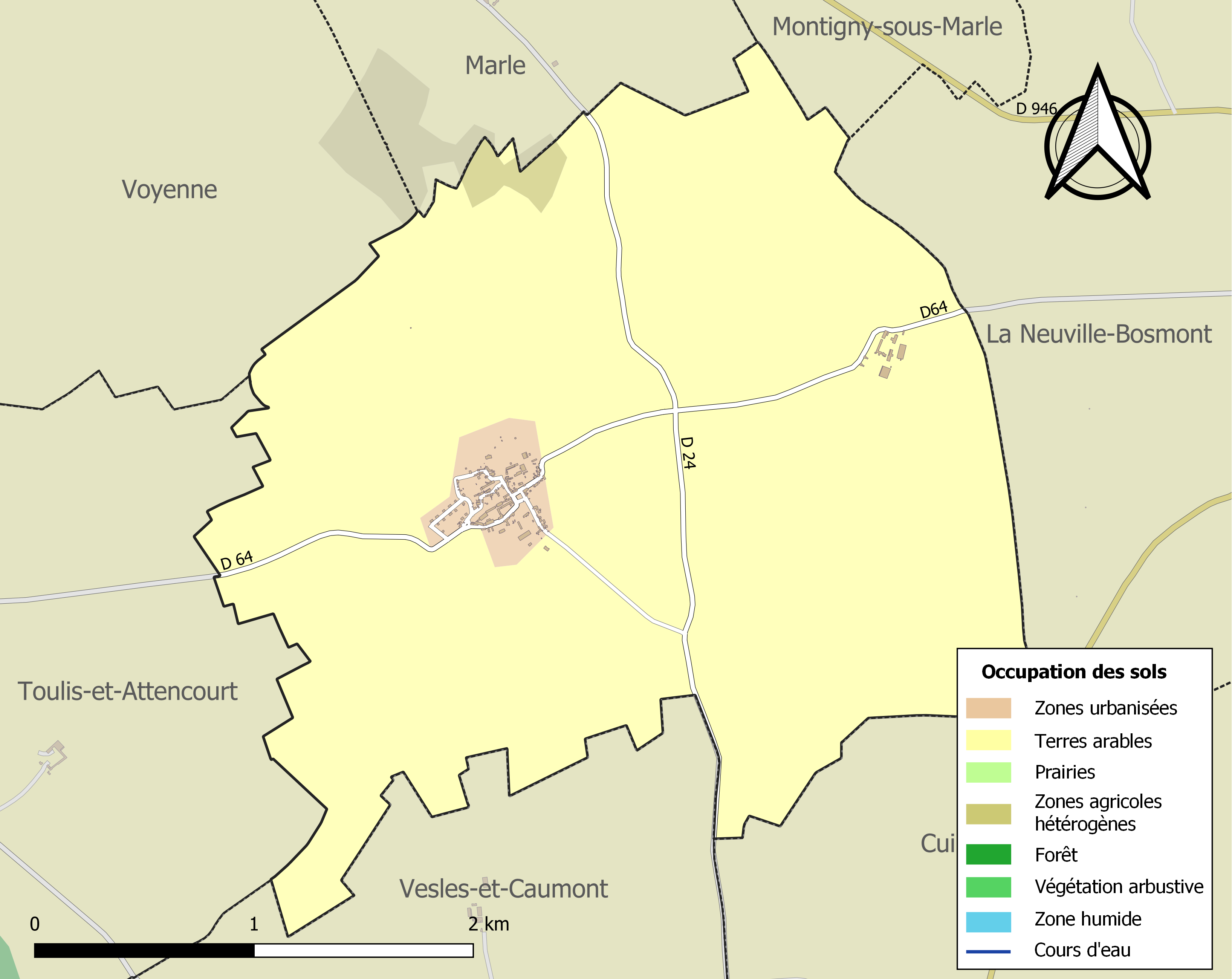
Carte des infrastructures et de l'occupation des sols de la commune en 2018 (CLC).

## Toponymie
Le village  est cité pour la première fois sous l'appellation  latine de Ostremoncutris en 1135 dans un cartulaire de l'abbaye Saint-Martin de Laon.  Le nom variera encore de nombreuses fois  encore en fonction des différents transcripteurs :  Ostremontcurt, Ostremencourt, Autermencourt, Autremoncourt, Oultremencourt, Aultremencourt, Autrenfencour sur la carte de Cassini au XVIIIe siècle et enfin l'orthographe actuelle Autremencourt au XIXe  siècle.
Le hameau d'Éraucourt est cité en 1065 sous le nom latin  Airoldicurtis, puis Arialdicute, Erancourt, Erolcourt, Héraucourt, Raucourt, Erraucourt puis Eraucourt .

## Histoire
|  |  |

### Carte de Cassini
La carte de Cassini montre qu'au XVIIIe siècle, Autremencourt est une paroisse  située loin de toutes les routes pavées. A droite, le Moulin d'Autremencourt, qui s'est appelé Moulin des Halots, a aujourd'hui disparu. De nos jours, la rue du Moulin rappelle sa présence.
En 1880, 30 personnes habitaient dans le hameau d'Eraucourt et 5 au Moulin. Dans sa monographie sur le village parue en 1880, l'instituteur écrit : « Le Moulin des Halots tourne si rarement qu'à peine donne t-il signe de vie. Ce moulin, depuis 1668, a été occupé par les familles Jumeaucourt, Gossart, Lefèvre, Demoisy et actuellement par la famille Delplache qui l'exploite de père en fils depuis 70 ans ». En 1874, une sucrerie appartenant à Meunier et Cie était en activité à Autremencourt . M. Meunier était le maire du village en 1863.
En juin 1867, un enfant de la commune est décédé de la rage après avoir été mordu par un chien).

## Politique et administration

### Découpage territorial
La commune d'Autremencourt est membre de la communauté de communes du Pays de la Serre, un établissement public de coopération intercommunale (EPCI) à fiscalité propre créé le 17 décembre 1992 dont le siège est à Crécy-sur-Serre. Ce dernier est par ailleurs membre d'autres groupements intercommunaux.
Sur le plan administratif, elle est rattachée à l'arrondissement de Laon, au département de l'Aisne et à la région Hauts-de-France. Sur le plan électoral, elle dépend du  canton de Marle pour l'élection des conseillers départementaux, depuis le redécoupage cantonal de 2014 entré en vigueur en 2015, et de la troisième circonscription de l'Aisne  pour les élections législatives, depuis le dernier découpage électoral de 2010.

## Démographie
L'évolution du nombre d'habitants est connue à travers les recensements de la population effectués dans la commune depuis 1793. Pour les communes de moins de 10 000 habitants, une enquête de recensement portant sur toute la population est réalisée tous les cinq ans, les populations de référence des années intermédiaires étant quant à elles estimées par interpolation ou extrapolation. Pour la commune, le premier recensement exhaustif entrant dans le cadre du nouveau dispositif a été réalisé en 2007.

En 2022, la commune comptait 175 habitants, en évolution de +3,55 % par rapport à 2016 (Aisne : −1,97 %, France hors Mayotte : +2,11 %).
| 1793 | 1800 | 1806 | 1821 | 1831 | 1836 | 1841 | 1846 | 1851 |
| ---- | ---- | ---- | ---- | ---- | ---- | ---- | ---- | ---- |
| 309  | 276  | 334  | 306  | 387  | 374  | 374  | 400  | 396  |

| 1856 | 1861 | 1866 | 1872 | 1876 | 1881 | 1886 | 1891 | 1896 |
| ---- | ---- | ---- | ---- | ---- | ---- | ---- | ---- | ---- |
| 375  | 362  | 380  | 405  | 463  | 428  | 412  | 390  | 425  |

| 1901 | 1906 | 1911 | 1921 | 1926 | 1931 | 1936 | 1946 | 1954 |
| ---- | ---- | ---- | ---- | ---- | ---- | ---- | ---- | ---- |
| 366  | 369  | 344  | 251  | 294  | 270  | 297  | 256  | 296  |

| 1962 | 1968 | 1975 | 1982 | 1990 | 1999 | 2006 | 2007 | 2012 |
| ---- | ---- | ---- | ---- | ---- | ---- | ---- | ---- | ---- |
| 191  | 193  | 152  | 149  | 125  | 162  | 166  | 166  | 178  |

| 2017 | 2022 | - | - | - | - | - | - | - |
| ---- | ---- | - | - | - | - | - | - | - |
| 169  | 175  | - | - | - | - | - | - | - |

## Culture locale et patrimoine

### Lieux et monuments
Le village d'Autremencourt possède trois châteaux à découvrir et une église :
- l'église Saint-Martin, fortifiée, au pied du château seigneurial ;
- le château d'Autremencourt, seigneurie datant du XIIe siècle. Bâtiments démolis par les guerres et régulièrement reconstruits jusqu'au milieu du XIXe siècle. Demeure de la famille Micberth ;
- le château du Vieux Gué, construit au XIXe siècle à l'emplacement du fief du même nom par les Meunier de Varlemont. Brigitte Ramolino de Coll Alto, descendante de la famille de Maria-Létizia Ramolino, mère de Napoléon Bonaparte, et propriétaire par son mari Stanislas Bréval, entreprit des travaux d'embellissement, mais hélas, disparut prématurément. Aujourd'hui, la propriété appartient aux Papillons blancs, fondation Savart ;
- le château du fief Lorisse, Folie, (dit aussi château Richard), élevé au XIXe siècle, ruiné par un incendie au siècle dernier.

### Personnalités liées à la commune
- Thomas d'Autremencourt (1188) prit part à la quatrième croisade en Grèce et devint le premier seigneur de Salona ou la Sole (près de Delphes, entre le Parnasse et le golfe de Corinthe). Il s'était installé sur l'ancienne acropole d'Amphissa et avait établi sa demeure dans la forteresse byzantine dont il fit un puissant château occupant une position stratégique importante[27].
- Louis-Alexandre Stoppa d'Autremencourt, fut nommé major du régiment des gardes, avec commission de capitaine, le 20 juillet 1695. On lui décerna la croix de Saint-Louis, le 20 février 1700 et trois ans plus tard, après la démission de Jean-Baptiste Stoppa, il reçut la moitié de la dixième compagnie. Son épouse était Élisabeth-Louise Lottin de Charny, fille cadette de Nicolas-Louis François Lottin, comte de Charny, président à la Cour des aides de Paris et de Louise Larcher, sa première femme. Il mourut le 6 septembre 1717[28].
- Son fils cadet, Pierre-Alexandre Stoppa, chevalier, seigneur d'Autremencourt, Corneil, Rebais et autres lieux, fut capitaine au régiment des Gardes suisses de Sa Majesté, comme son père. Il fit foi et hommage, en tant qu'héritier de son père, le 26 juillet 1731 et bailla son dénombrement, le 19 janvier 1733. Son épouse était Jeanne-Marguerite Gloutz, fille de Jean-Victor Gloutz, chevalier de Saint-Louis et lui-même capitaine-lieutenant au régiment des gardes suisses, membre du grand conseil de Soleure, une ville de la Confédération située sur l'Aar. Ils eurent deux filles, Agnès-Marguerite et Angélique-Madeleine Stoppa, qui furent demoiselles d'Autremencourt.
- Augustin Gabriel, comte d'Aboville, pair de France, né le 20 mars 1774, à La Fère, de la branche picarde de la famille, est un soldat émérite et à l'instar de nombre de ses prédécesseurs, comme les Stoppa, plus souvent en campagne, à la tête de ses troupes, que sur ses terres autremencourtoises : « Entré dans l'artillerie comme lieutenant en 1789, précise-t-on en effet dans le Nobiliaire universel, il y gagna, tous ses grades par de brillants services en Allemagne, en Italie, en Hollande, au Portugal et en Espagne, en 1813. Nommé maréchal de camp en 1809, officier de la Légion d'honneur à l'institution de cet ordre, il fut fait commandeur, le 23 juin 1810, chevalier de la Couronne de fer en 1807 et chevalier de Saint-Louis en 1814. De son mariage contracté, le 25 juillet 1816, avec Mlle Caroline-Nathalie de Drouin de Rocheplatte, fille de M. le comte de Rocheplatte, officier de la Légion d'honneur, maire d'Orléans et député du Loiret sous la Restauration, décédée elle-même à Pau, le 15 octobre 1832, il eut deux fils et transmit prématurément à l'aîné l'héritage de la pairie, le 15 août 1820 ». Son second fils, Auguste-Ernest, vicomte d'Aboville, né à Paris, le 4 décembre 1819, d'Augustin Gabriel et de Caroline-Nathalie de Drouin de Rocheplatte, lieutenant d'artillerie démissionnaire, maire de Glux (1858-1861), député du Loiret à l'Assemblée nationale (1871), mourut au début du XXe siècle. Il hérita du château d'Autremencourt, à la mort de son père, et le vendit en 1844 à des gens[évasif][Qui ?] de Crécy-sur-Serre
- Jules-Ernest Pasquier, ancien député de l'Aisne, maire d'Autremencourt (1898-1910), fut élu le 22 septembre 1889, député sous l'étiquette de conservateur révisionniste, dans « l'union des droites » cimentée par Georges Boulanger. Mort le 11 mars 1928 et inhumé dans le cimetière de la commune.
- Michel-Georges Micberth (1945-2013), écrivain, poète, pamphlétaire, directeur de la collection Monographies des villes et villages de France, Le Livre d'Histoire-Lorisse.

## Pour approfondir